# Symplocos pergracilis
Symplocos pergracilis är en tvåhjärtbladig växtart som först beskrevs av Takenoshin Nakai, och fick sitt nu gällande namn av Yamazaki. Symplocos pergracilis ingår i släktet Symplocos och familjen Symplocaceae. Inga underarter finns listade i Catalogue of Life.

## Bildgalleri

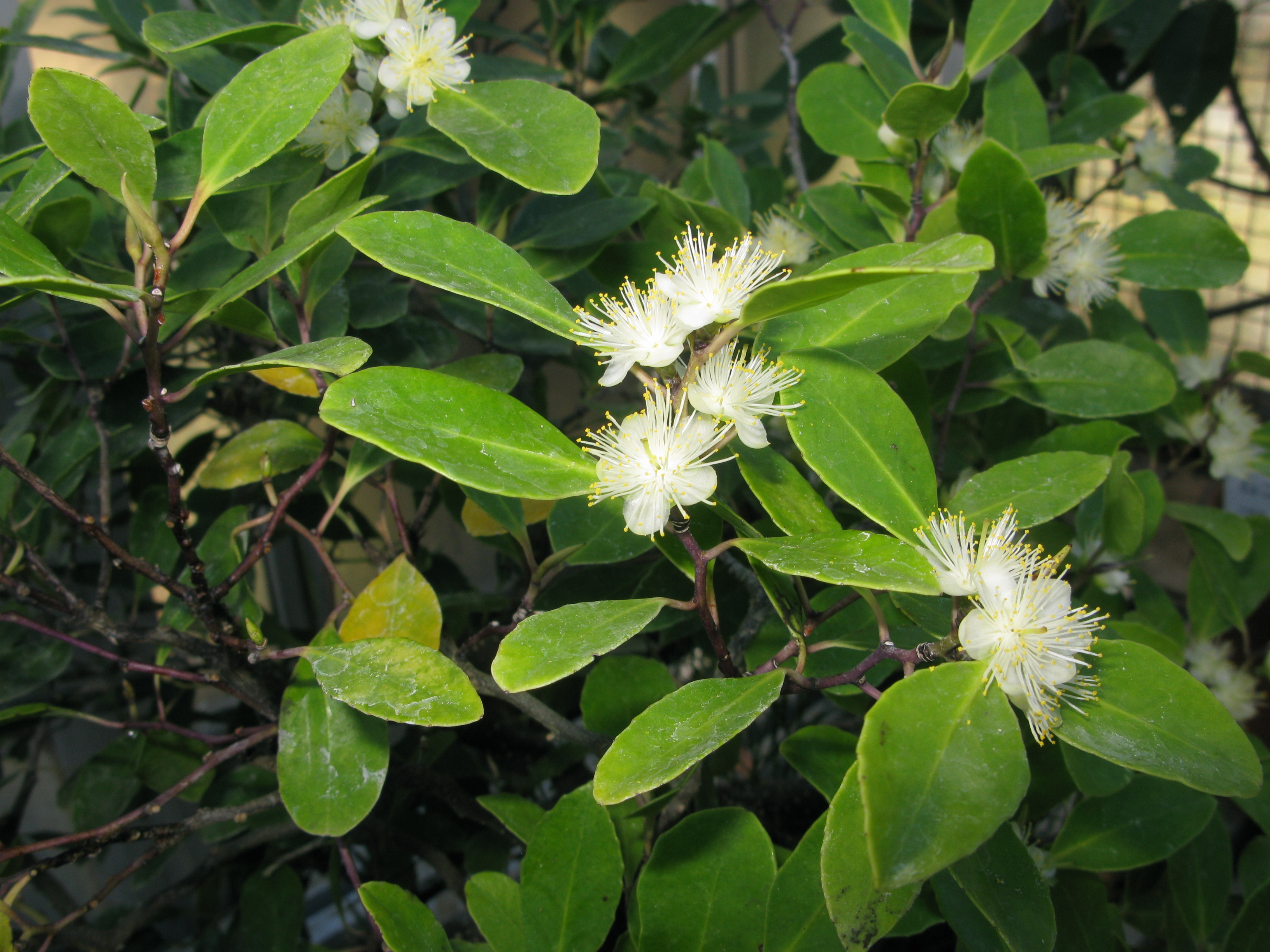